# Der Fürst der Finsternis
Der Roman Der Fürst der Finsternis (Originaltitel The Vampire Lestat) wurde 1985 von der amerikanischen Schriftstellerin Anne Rice veröffentlicht und ist das zweite Buch des Zyklus Chronik der Vampire.
Im Mittelpunkt der Handlung steht der Vampir Lestat, der im späten 20. Jahrhundert ein Rockstar werden will und zur Vorbereitung seiner Karriere seine Autobiographie veröffentlicht.

## Inhalt des Vampirromans

### Stadtmitte. Samstagnacht im zwanzigsten Jahrhundert. 1984
Im Jahr 1929 hat sich der Vampir Lestat in New Orleans unter die Erde begeben und erwacht nach 55 Jahren aus seinem Schlaf. Danach begibt er sich zu einer Rockband und will bei dieser als Sänger anfangen. Zuvor erfährt er von dem Roman Gespräch mit einem Vampir, der 1976 während seines Schlafs erschienen war.

### Lehrjahre und Abenteuer des Vampirs Lestat
Lestat de Lioncourt gehört zu einer verarmten französischen Adelsfamilie und lebt in der Auvergne. Im Januar des Jahres 1779 macht er sich auf, um ein Wolfsrudel zu töten. Danach verfällt er in einen Schockzustand. Nachdem eine Delegation der Händler des Dorfes Lestat Geschenke überreichen, begegnet er wieder Nicolas de Lenfent, zu dem er eine freundschaftliche Beziehung aufbaut. Seine Mutter Gabrielle gibt Lestat Geld, damit er zusammen mit Nicolas nach Paris fliehen kann. Hier leben sie in einem kleinen Mansardenzimmer auf der Île de la Cité und sowohl Lestat als auch Nicolas können in einem Theater am Boulevard du Temple arbeiten.
Mitten in der Nacht wird Lestat von einer Gestalt verschleppt, die abermals sein Blut trinkt und ihm schließlich nach einigem Ringen sein eigenes Blut anbietet. Lestat trinkt und wird Magnus’ Nachfolger, der sich danach ins Feuer begibt. Durch das Geld und die Juwelen, die ihm Magnus hinterlassen hat, erwirbt er das Theater auf dem Boulevard du Temple. Lestat kehrt aus Sehnsucht zurück in das Theater. Während eines Auftrittes auf der Bühne versetzt er die Zuschauer in Schrecken. Diese fliehen aus dem Theater, woraufhin Lestat das Theater schließen lässt. Kurz darauf kommt seine schwerkranke Mutter nach Paris und will Lestat sehen.
Er besucht sie und macht sie zu einem Vampir. Am nächsten Abend werden sie von anderen Vampiren überwältigt und zum Friedhof Les Innocents gebracht, wohin auch schon Nicolas verschleppt wurde. Hier wird ihnen erklärt, dass sich die Vampire vor vielen Jahren in einem Orden zusammengeschlossen haben und ihr Dasein als Ausgestoßene und Kinder des Teufels verbringen.
Danach macht Lestat nun auch Nicolas zu einem Vampir. Zurück in Paris begegnet er einem Teil des Vampirordens, der Armands’ Zerstörungsinferno überlebt hat und sie bitten ihn um Hilfe. Er gibt ihnen daher das Theater als Versteck und überlässt den Vampiren, Nicolas und Armand das Theater der Vampire.
Vorher begegnete Lestat Armand, der ihnen seine Geschichte offenbart: Als Kind wurde er von Tataren aus Russland verschleppt und kam nach Venedig zu dem Vampir Marius, der sich um Jene, die bewahrt werden müssen kümmert und der Armand zu einem Vampir macht. Jedoch wird Marius von einer Gruppe von Vampiren im Feuer verbrannt und Armand in den Vampirorden aufgenommen. Danach ist Armand bereit, sich dem Théâtre des Vampires anzuschließen. Seit diesem Zeitpunkt hinterlässt Lestat Nachrichten für den alten Vampir Marius.
Gabrielle und Lestat bereisen die Welt. Nach ihrer Trennung vergräbt Lestat sich in der Erde bis Marius ihn findet und aufweckt. In seinem Versteck auf einer Insel in der Ägäis zeigt Marius Lestat Jene, die bewahrt werden müssen, die versteinerten Vampire Akasha und Enkil und erzählt ihm seine Geschichte: Der Römer Marius wird in Massilia vom Druiden Mael entführt und von einem keltischen Gott zum Vampir gemacht. Nach seiner Flucht reist er nach Ägypten, um Akasha und Enkil in ein sicheres Versteck zu überführen.

### Dionysos in San Francisco. 1985
In San Francisco treffen Lestat und Louis erstmals wieder aufeinander. Er begleitet Lestat dann zu seinem Konzert, wo beide danach von anderen Vampiren angegriffen werden, die plötzlich von grellen Blitzen vernichtet werden. Beide fliehen in einem Wagen, der von Gabrielle, die zurückgekehrt ist, gefahren wird. Sowohl sie als auch Louis können die unbekannte Macht eines bösen Wesens fühlen. Lestat versucht, mit Marius Kontakt aufzunehmen und erfährt, dass alle in Gefahr schweben und dass Akasha durch Lestats Musik erweckt wurde.

## Aufbau
Der Roman enthält, wie schon Gespräch mit einem Vampir, Elemente eines  Reise- und Abenteuerromans. Dabei gerät der Protagonist Lestat aus eigenem Anlass in eine veränderte Situation innerhalb der Rahmenhandlung, die aus den Ereignissen des Jahres 1984 (Erwachen, Konzert) besteht. Die Binnenhandlung ist eine zusammenhängende Rückblende in Form einer Autobiografie, die besonders durch ihre zentrierte Lage innerhalb des Werkes als eigenständig angesehen werden kann und kaum Bezüge zur Rahmenhandlung aufweist. Die Elemente des Reiseromans treten auch erst innerhalb dieser Handlung auf, wobei die Motivierung der Reise selbst sekundär ist, aber dessen Erkenntniszuwachs besonders in dem Treffen mit Marius (vgl. S. 405–479) deutlich wird. Des Weiteren enthält die Binnenhandlung zwei Rückblenden (Marius’ und Armands Geschichte), die sowohl die Motive als auch die Erlebnisse der Nebenfiguren in den Vordergrund stellen. Der Protagonist unterliegt innerhalb der Handlung jedoch keiner Persönlichkeitsentwicklung, obwohl diese eine Zeitspanne von über 200 Jahren einnimmt.
Der Erzählfluss der Binnenhandlung wird schon zu Beginn des Romans durch die Geschichte der Wölfe gesteigert und kontinuierlich aufrechterhalten. Der Übergang von Binnen- zu Rahmenhandlung wird durch die Reduzierung von Ereignissen und Dialogen ebenmäßig gestaltet. Das Ende des Romans kennzeichnet sich durch einen Erzählhöhepunkt aus, wobei die Spannung nicht abgebaut wird, da ein Charakter der Binnenhandlung nun unerwartet in der Rahmenhandlung auftritt, und somit ein offenes Ende darstellt: „Meine Lippen blieben stumm, und ich verlor das Bewußtsein. Die Sonne war aufgegangen“ (S. 607). Dieser Spannungszuwachs am Ende wird durch einige Aussagen der Nebenfigur hergestellt, die eine fremde Macht spüren (vgl. S. 601 ff.). Lestat fasst dies im dritten Band folgendermaßen zusammen: „Und als ich Sie damals verließ, am Ende des letzten Kapitels, war das gemeinerweise gerade an der spannendsten Stelle gewesen“ (Die Königin der Verdammten, S. 11).

## Hintergrund
Nachdem Anne Rice durch Gespräch mit einem Vampir kommerzielle Bedeutung erlangte und die Leser um  eine Fortsetzung baten, erschien neun Jahre später, 1985, ihr zweiter Vampirroman, der inhaltlich ebenfalls als Fortsetzungsroman geplant war, wodurch schließlich eine Chronik entstand.
Die Darstellung der Vampire und deren Eigenschaften erfolgt größtenteils in Anlehnung an die übrigen Vampirromane, die Bram Stokers Dracula geprägt hatte. So schlafen die Vampire der Chronik ebenfalls in Särgen, trinken Menschenblut, haben ein Aussehen, das sie von den Menschen unterscheidet und meiden die Sonne. Außerdem wird, eher geprägt durch Vampirromane der Romantik, ihnen ein sinnlicher Aspekt zugeschrieben, der sich besonders im Trinken von Blut, was als Ekstase beschrieben wird, zeigt. Ebenfalls kommt es in den Romanen zu einer Reduzierung der klassischen Vampirelemente, bei der u. a. das Verwandeln in Tiere (Fledermaus, Katze) und das leere Spiegelbild nicht auftaucht, aber gleichzeitig wurden den Vampiren modernere Eigenschaften wie das Fliegen, telepathische und telekinetische Fähigkeiten zugeschrieben. Die Protagonisten thematisieren diese Abweichung von den typischen Merkmalen auch selbst: „Sie stellte die Kerzen vor dem Spiegel auf und betrachtete ihr Gesicht“ (S. 176).

## Erzählsituation und Zeitebene
Der Roman ist in der Perspektive des Ich-Erzählers verfasst, dessen Rolle der Vampir Lestat einnimmt: „Ich bin der Vampir Lestat. Ich bin unsterblich.“ (S. 9). Durch diese Erzählsituation wird ein Identitätsgefühl des Rezipienten mit dem Erzähler erzeugt und lässt ihn direkt am Geschehen teilhaben. Der Erzähler beschreibt das Geschehene jedoch aus einem zeitlichen Abstand, wodurch dieser als reifer und erfahrener als sein „erlebendes Ich“ ist und der Handlung einen subjektiven Charakter verleiht. Der Klappentext spricht von einem „[…] barock-sinnlichen[n] Lesevergnügen aus der phantastischen Welt der Nachtgestalten.“
Hier treten in längeren Passagen auch andere Ich-Erzähler in der Schilderung des eigentlichen Ich-Erzählers auf, was einen Perspektivwechsel verursacht.
Diese anderen Erzähler (Marius, Armand) verursachen dadurch innerhalb der Zeitebene  von Lestats Erzählung Rückblenden (Analepse) und tragen besonders zum Verständnis der erzählenden Charaktere und der Zusammenhänge bei.

## Historische Bezüge
Im Gegensatz zum ersten Buch treten nun mehrere Bezüge zur Historie auf. Lestats Herkunft aus dem verarmten Kleinadel und Nicolas Familie und Freunde, die dem aufstrebenden Bürgertum angehören (vgl. S. 78 f.), reflektieren in zwei Extremen die damalige Situation in Frankreich des 18. Jahrhunderts. Auch die Ermordung von Lestats Brüdern in der Auvergne im Kontext mit der  Französischen Revolution (vgl. S. 377 f.) wird dargestellt. Weiterhin entspricht der Standort des  Théâtre des Vampires am Boulevard du Temple (vgl. S. 77) der damaligen Bedeutung des Platzes als Ort der Unterhaltungstheater.

## Filmische Umsetzung
Der Roman Der Fürst der Finsternis wurde zusammen mit Die Königin der Verdammten 2001 mit Aaliyah (Akasha) und Stuart Townsend (Lestat) unter dem Titel Königin der Verdammten  verfilmt. Der Film weicht stark von der Romanvorlage ab. Anne Rice äußerte, dass sie den Film nicht als Teil ihres Werkes sähe.

## Textausgaben
- Rice, Anne: The Vampire Lestat. Alfred A. Knopf 1985.
- Rice, Anne: Der Fürst der Finsternis. Goldmann 2006, ISBN 3-442-46239-8

## Adaption
- 2010: Der Fürst der Finsternis (Hörbuch, gelesen von David Nathan), Der Audio Verlag, ISBN 978-3-89813-949-6.

## Sekundärliteratur
- Erwin Jänsch. „Softie-Vampir Lestat“ in: Das Vampirlexikon, München: Knaur, 2000, S. 232–239.
- Jennifer Smith. „The Vampire Lestat“ in: Anne Rice - A Critical Companion. Westport: Greenwood Press, 1996. S. 43–63.